# Struttura interna di Nettuno
Nel corso del fly-by di Nettuno del 1989 da parte della sonda Voyager 2 fu possibile, per la prima volta, realizzare un modello della struttura interna del pianeta azzurro, che ricorda da vicino quella di Urano.
Nettuno appare dotato di uno strato superficiale composto di idrogeno, elio ed ammoniaca, situato appena al di sotto del livello delle nubi; più in profondità, fino a circa 8 000 km dalla superficie visibile del pianeta, ha inizio il mantello, composto da ghiaccio d'acqua, ammoniaca e metano. A questo livello le temperature rimangono confinate nell'ordine di grandezza degli 80 K; la pressione è quella atmosferica. Apparentemente il mantello è anche sede del campo magnetico di Nettuno.
Al di sotto del mantello si trova un inviluppo di idrogeno molecolare ed elio; la temperatura della regione raggiunge i 2500 K, e la pressione sfiora le 200 000 atmosfere.
Il nucleo del pianeta, dal raggio pari a circa 7 500 km, è infine ricco di ferro ed altri materiali rocciosi; la sua temperatura supera addirittura quella della fotosfera solare, attestandosi attorno ai 6500-7000 K. Secondo alcune teorie, questo calore proverrebbe dal decadimento radioattivo delle rocce presenti nel nucleo; altri sostengono che esso sia il frutto della differenziazione degli elementi pesanti, come avviene all'interno di Saturno. La pressione nel nucleo raggiunge i sei milioni di atmosfere.

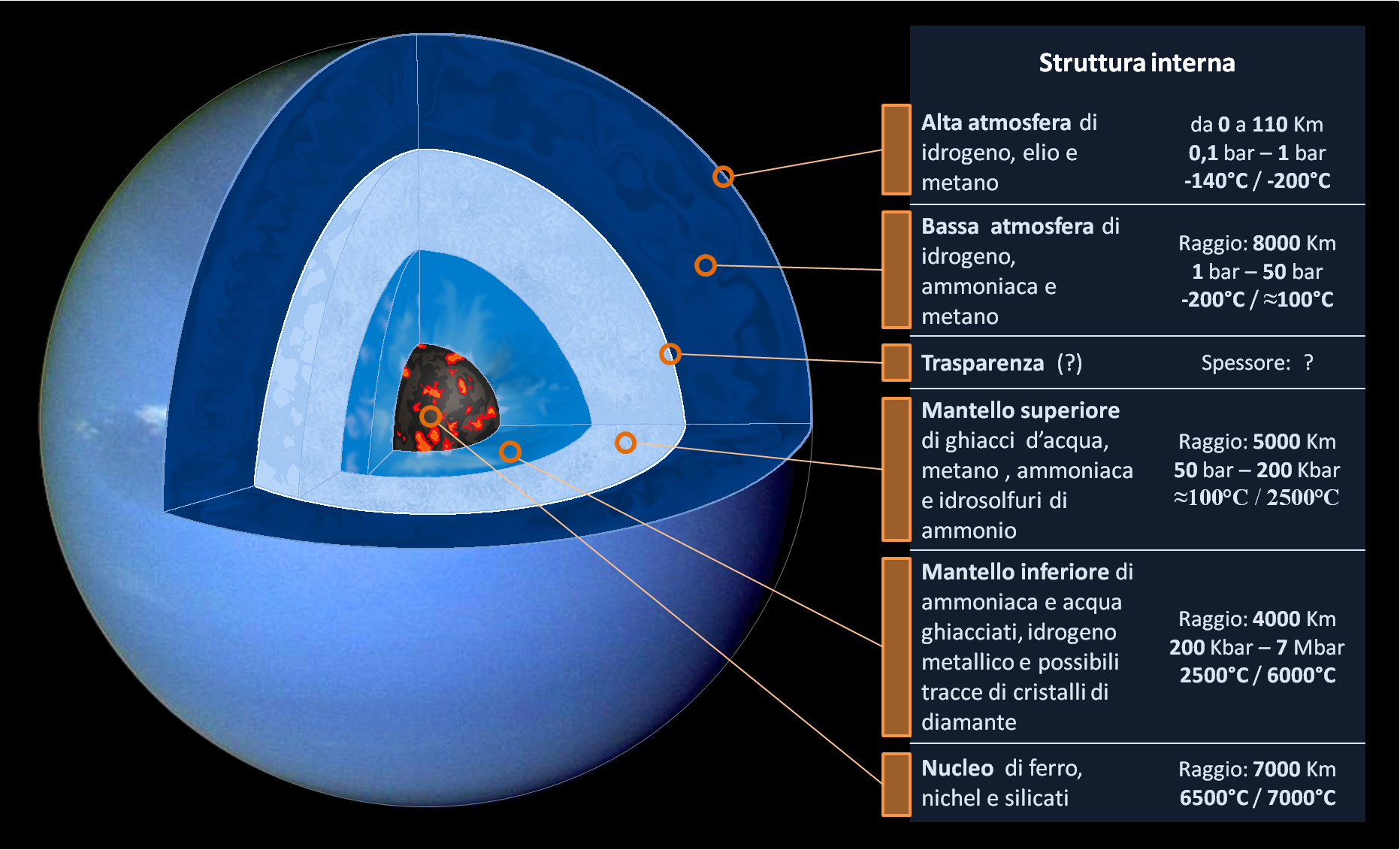
Struttura interna di Nettuno